# Seattle Computer Products
Seattle Computer Products Inc. (sigla SCP) è stata una società produttrice di computer fondata da Rod Brock a Seattle, Washington (USA). SCP fu una delle prime società a produrre un personal computer basato sul processore Intel 8086/8088. Presso di essa lavoravano prevalentemente studenti delle scuole superiori delle scuole dei paraggi, molti dei quali entrarono successivamente in Microsoft: tra di loro figurava anche Tim Paterson, assunto nel giugno del 1978, famoso per essere l'autore originale dell'MS-DOS.

## Storia

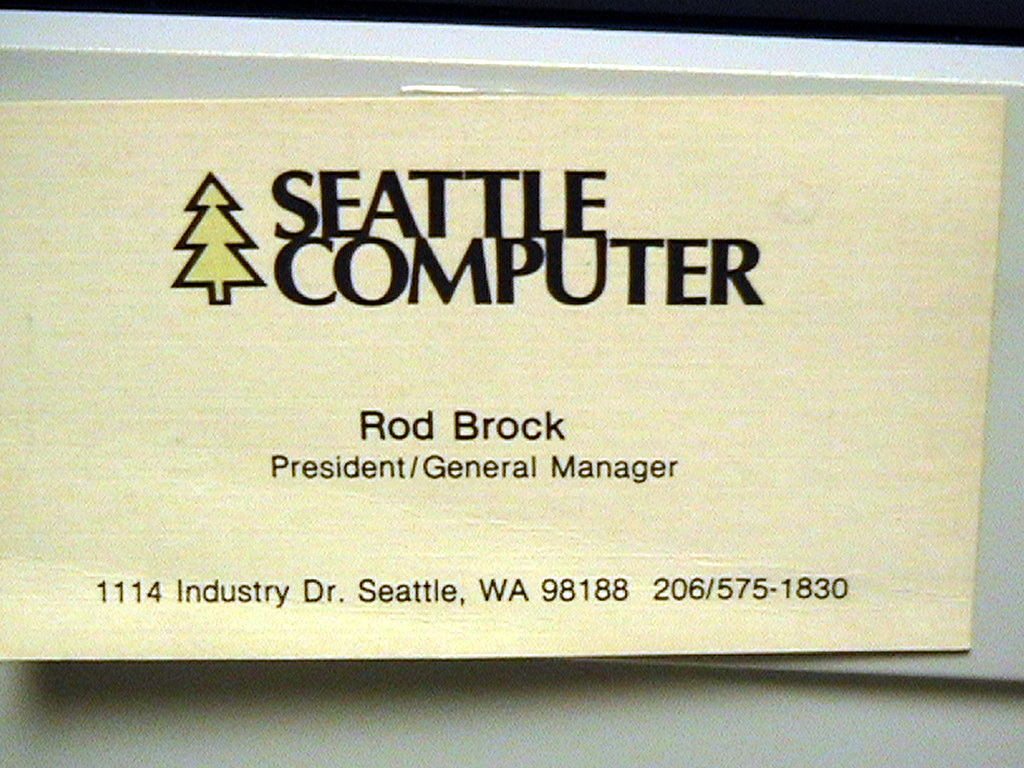
Il biglietto da visita di Rod Brock

Nel 1979 la società presentò il primo personal computer basato sull'8088, il Seattle Computer Gazelle, offerto inizialmente con l'interprete Microsoft BASIC-86 che assolveva anche alle funzioni di interfaccia utente mancando un sistema operativo. Brock voleva però un vero e proprio sistema operativo e voleva usare il CP/M-86 di Digital Research, la versione per processori 8086/8088 del famoso CP/M, all'epoca ampiamente diffuso, che Digital Research aveva annunciato già da tempo ma che ancora non era stato messo in commercio. Brock non voleva aspettare a lungo l'uscita del sistema (sarebbe infatti arrivato in commercio solo nel 1982) per cui decise di sviluppare un DOS in proprio.
Il compito fu affidato a Paterson, che produsse in 4 mesi un sistema operativo inizialmente chiamato QDOS (Quick and Dirty Operating System), poi distribuito nel 1980 con i computer della società come SCP DOS, Seattle Computer Products Disk Operative System, nonché dato su licenza come 86-DOS. Il QDOS era una copia meno sofisticata del CP/M, che Paterson aveva replicato basandosi sulla documentazione tecnica di Digital Research.

### Microsoft e l'MS-DOS
In quello stesso periodo IBM stava cercando un sistema operativo per il suo prossimo Personal Computer, e pensò inizialmente a Digital Research ed al suo CP/M. Siccome le trattative con la società andavano per le lunghe, IBM contattò quindi Microsoft, che però non aveva tra i suoi prodotti un sistema operativo completo.
Microsoft pensò subito a SCP, dato che in passato aveva già lavorato con essa e conosceva Paterson, che aveva progettato il prototipo della SoftCard, una scheda di espansione per l'Apple II basata su un processore Zilog Z80 che poteva far girare il CP/M sul computer di Apple. Microsoft acquistò quindi una licenza per rivendere il sistema ad altri fabbricanti di computer per 25.000 dollari nel dicembre del 1980, senza però svelare a SCP il vero cliente con cui essa stava trattando. Poco prima del lancio del PC di IBM, Microsoft acquistò tutti i diritti dell'SCP DOS/QDOS per altri 50.000 dollari, trasformandolo in MS-DOS e poi concedendolo in licenza ad IBM che, nel 1982, lo distribuì insieme al suo PC come PC-DOS.
Intuendo che Microsoft aveva intenzione di far fruttare molto il prodotto acquistato, SCP decise di venderlo anche per proprio conto: l'accordo con la società di Bill Gates le permetteva infatti di commercializzare il sistema operativo sui loro computer basati su 8086. SCP presentò quindi sul mercato un kit composto dal sistema ribattezzato Seattle DOS e da una CPU Intel 8086 inclusa nella confezione, senza nessun altro componente. Successivamente SCP citò Microsoft per condotta fraudolenta nella trattativa condotta, ottenendo nel 1986 il pagamento di una somma aggiuntiva pari a 1 milione di dollari.
Seattle Computer Products cessò l'attività poco dopo a causa dell'affermarsi dei computer compatibili con i PC di IBM.